# Torredelcampo
Torredelcampo é uma cidade localizada na província de Xaén, Andaluzia, Espanha. A aldeia está localizada a 11 quilômetros a noroeste de Xaém, na fronteira com a auto-estrada A-316, a 640 metros acima do nível do mar. Em 2014, a população da cidade era de 14 616 habitantes (INE).